# 海王龍屬
海王龍屬（屬名：Tylosaurus）又名瘤龍、節龍，意為「鼻部呈球状的蜥蜴」，是一種已灭绝的擁有活動關節下顎的大型海洋爬行动物，屬於晚白堊紀晚期西部內陸海道中的頂級掠食動物。海王龍演化出圓筒狀的前上頜骨和雙鉸鏈狀的牙槽，既可用來撞擊、打昏獵物，也可用在物種內打鬥。海王龍在阿拉巴馬州的Eutaw組與Mooreville的白堊層中偏好淺海環境，但在美國西部的尼奧布拉拉白堊層中則能适应深海。
船首海王龍（T. proriger）為海王龍屬的模式種，海王龍自身可長到約14公尺或更長，與傾齒龍屬、滄龍屬並列為最大的滄龍類。作為較早大型化的滄龍類，海王龍的鯊魚狀尾鰭和魚形身體較為不明顯，身軀和滄龍屬相比保留著更多的蜥蜴特徵。海王龍的鰭狀肢大且身體豐滿，呈現鮪魚型，具有活動關節化的下顎骨，能像蛇一樣丸吞這個獵物，這項能力是較晚期的滄龍超科所沒有的，顯示出牠們的生活習慣更加接近於現代的巨蜥和蛇，可動式下顎骨還讓海王龍胃部中發現了眾多完整的動物化石，例如蛇頸龍類、鯊魚、魚類、菊石與其他小型滄龍類，這對於研究海王龍及當時海洋的生態具有正面意義。

## 發現

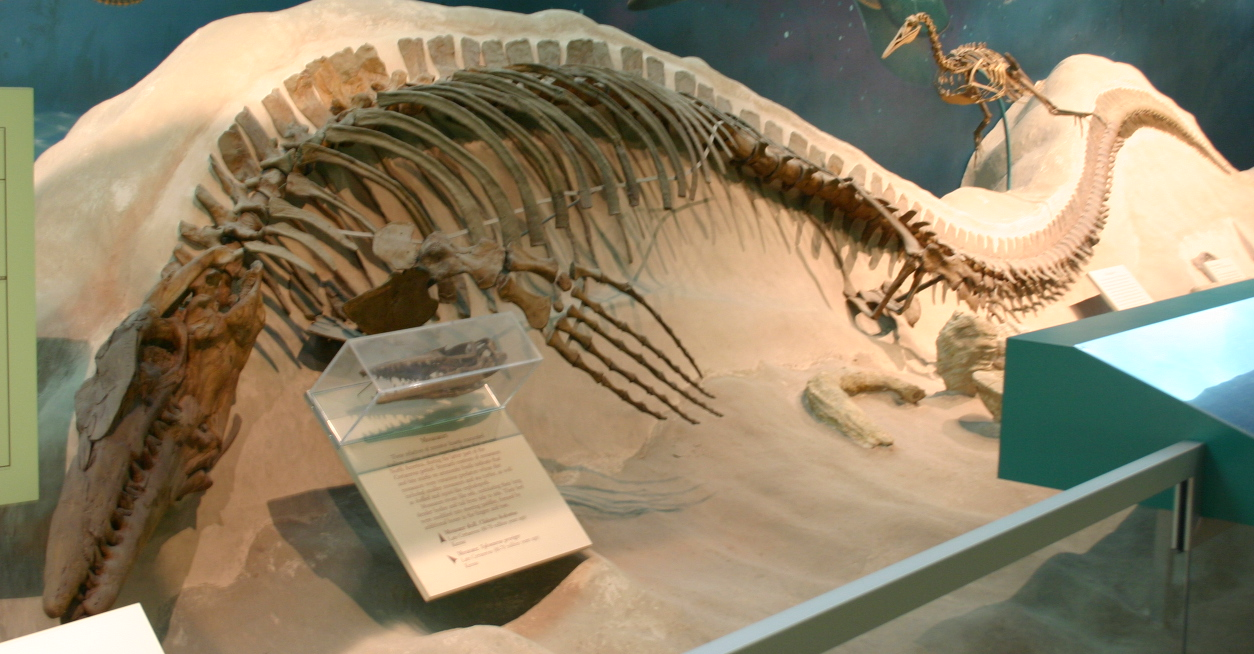
T. proriger的標本，胃部區域有蛇頸龍化石

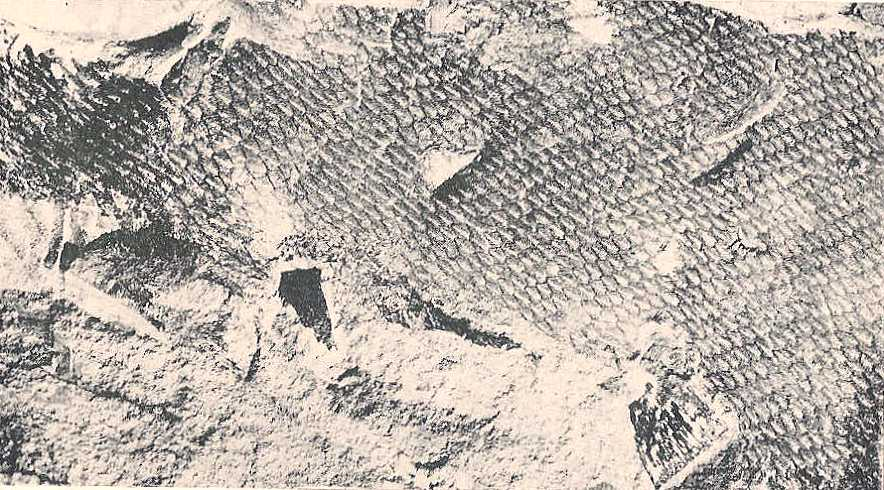
T. proriger的鱗片

就像發現其他化石的背景一樣，發現海王龍時的早期歷史相當地複雜，這段歷史與發現海王龍的兩位美國早期古生物學家奧塞內爾·查利斯·馬什（Othniel Charles Marsh）以及愛德華·德林克·科普（Edward Drinker Cope）之間惡名昭彰的競爭對抗有關。在1869年，科普根據前一年在堪薩斯州西部所發現的零碎的頭骨與3節脊椎骨，提議命名為Macrosaurus proriger。該化石現在存放於哈佛大學比較動物學博物館內。
僅僅在一年之後，科普重新更詳細的描述該化石，而且歸類於英國的滄龍類平齒蜥（Liodon）。然後在1872年，馬什根據更完整的化石，命名了一個新的屬Rhinosaurus，但是很快的這個名稱被證實已經登記在案了。科普建議以Rhamposaurus來取代Rhinosaurus，不過這個名稱也被證實被搶先使用。馬休最後在1872年確立了海王龍（Tylosaurus）這個名稱，來包括存放於哈佛大學比較動物學博物館內的滄龍類化石，以及其他在堪薩斯州所發現更完整的化石。在1911年，C. D. Bunker在靠近堪薩斯州的華勒斯發現了一個巨大的物種T. proriger，這也是目前發現過最大的海王龍化石之一。現在牠被展示在堪薩斯大學的自然史博物館內。
在1918年，查爾斯·斯騰伯格（Charles H. Sternberg）發現一個海王龍化石的胃部區域，有個蛇頸龍類的化石。這個標本目前位於史密森尼學會 。雖然該化石曾在1922年被簡略地敘述，要直到2001才被重新研究。

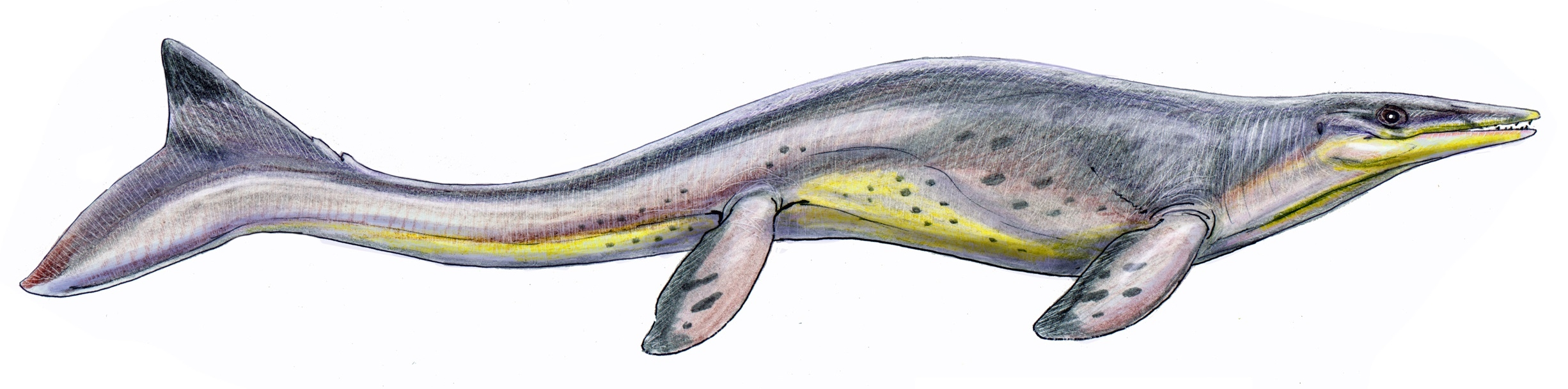
T. proriger

注意這張海王龍頭骨的早期照片，是由古生物學家喬治·史登柏格（George F. Sternberg）在收集與組裝好化石後，於1926年所攝，化石是在堪薩斯州洛根郡的斯莫基希爾白堊層所發現的。後來史登柏格提供化石給史密森尼博物館，而且寫了一封信給查爾斯·吉爾摩（Charles Gilmore），裡面包括了這張照片，科普早期的照片也存放在史登柏格博物館，後來這個標本被標示為FHSM VP-3。

## 種

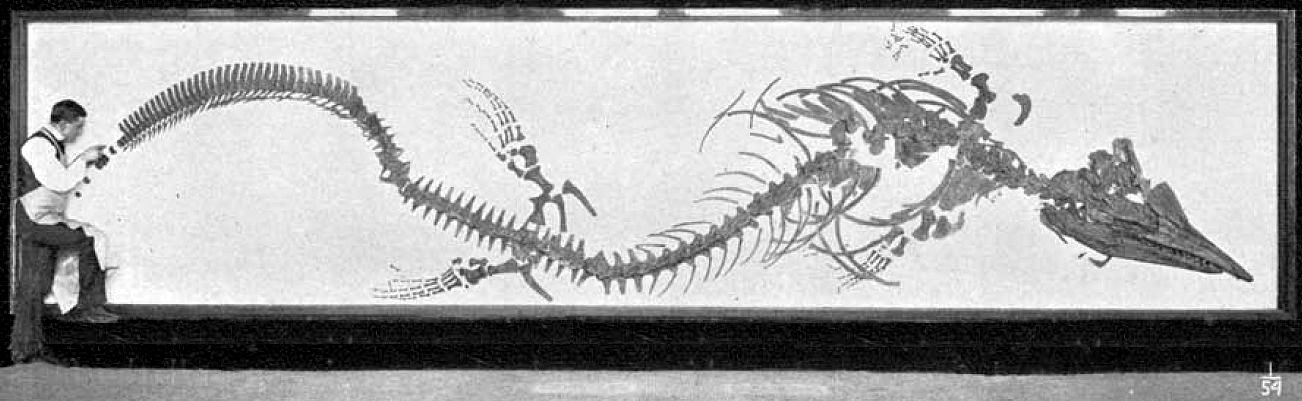
海王龍的化石

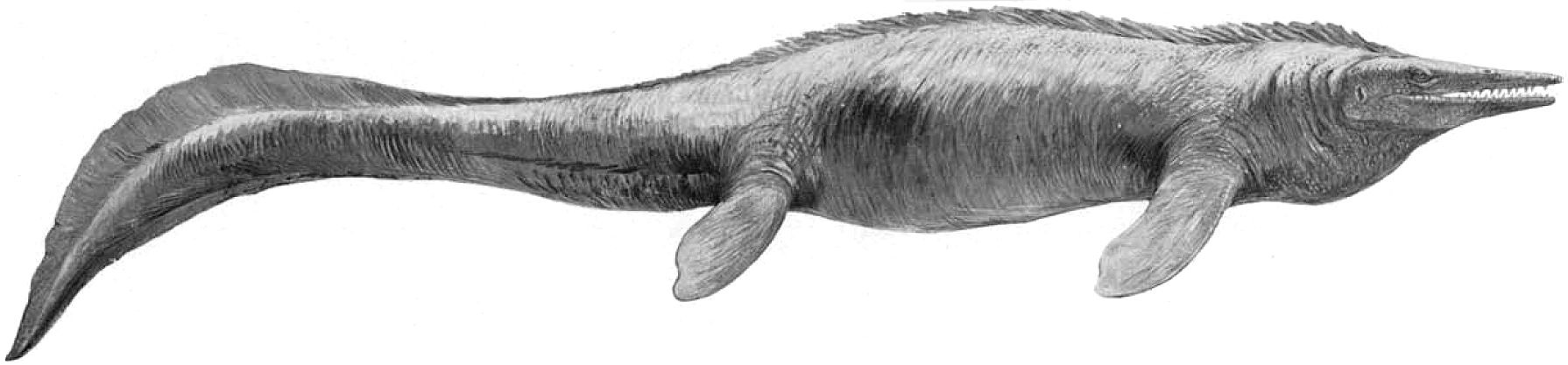
海王龍的想像圖，由查爾斯·耐特在1899年繪製

過去許多年來，已有許多種海王龍被命名，但其中只有少數被科學家認為是有效種，包含：普氏海王龍（T. proriger），發現於堪薩斯州、阿拉巴馬州、內布拉斯加州，年代為桑托階到坎潘階；Tylosaurus nepaeolicus發現於堪薩斯州，年代為桑托階；Tylosaurus haumuriensis發現於紐西蘭，年代為坎潘階；堪薩斯海王龍（T. kansasensis）發現於堪薩斯州，年代為晚康尼亞克階。
海王龍的近親海諾龍生存於白堊紀的北美洲與歐洲。海王龍與海諾龍都屬於海王龍亞科。Bell在1997年將海王龍亞科與扁掌龍亞科（板踝龍與扁掌龍）歸類於羅賽爾龍亞科，羅賽爾龍亞科是個非正式的單系群。

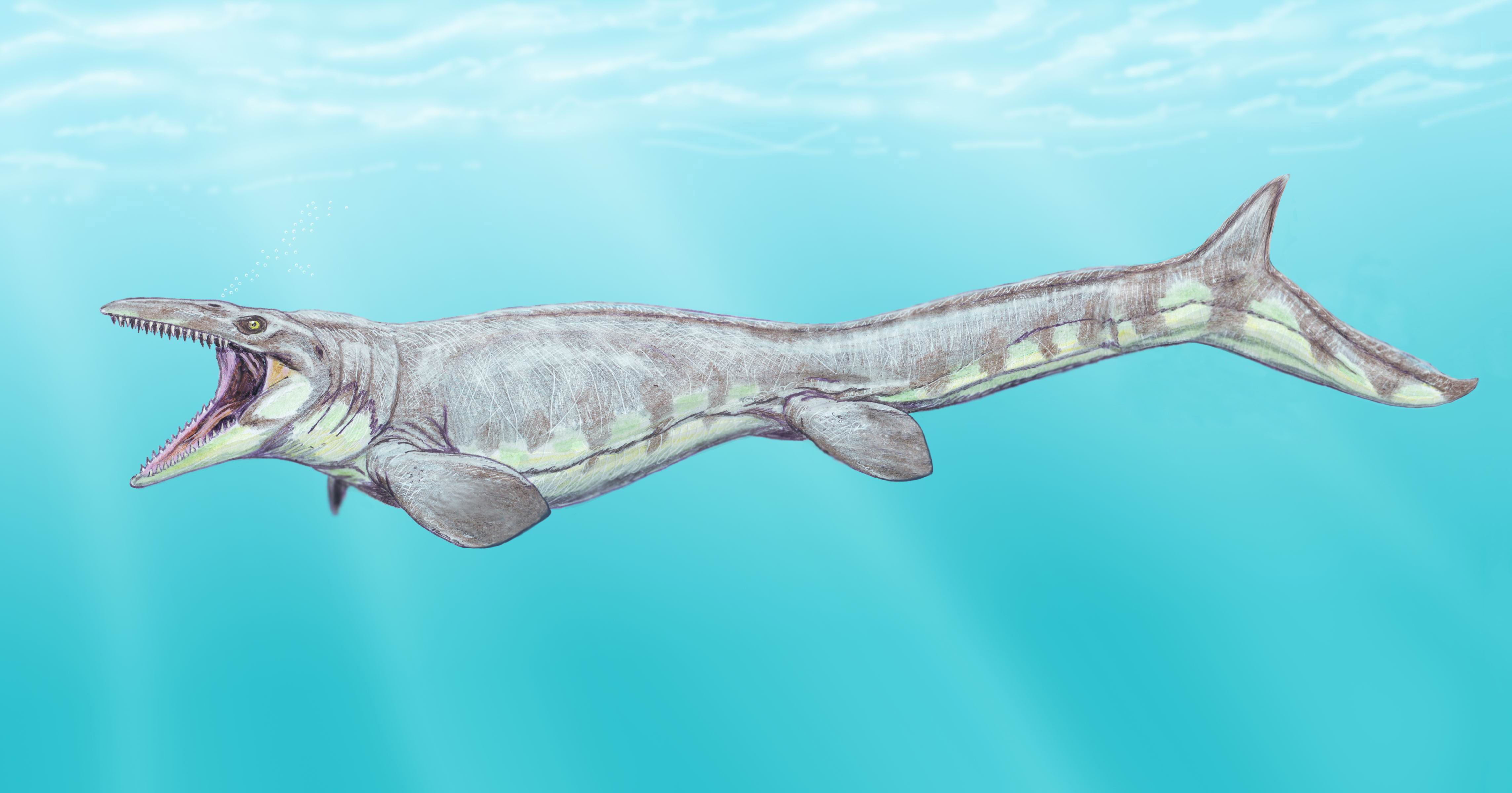
T. proriger

## 大眾文化
很多古生物纪录片和恐龍電影中的“沧龙”，為追求視覺上的龐大效果而不採用沧龙属的建模，經常以本條目的海王龍屬代替。
- 海王龍曾出現在BBC的電視節目《海底霸王》（Sea Monsters）。該節目介紹歷史上七大致命海域，海王龍出現在最後介紹、也是最危險的白堊紀海洋單元中捕食劍射魚。一群海王龍反覆攻擊節目主持人奈吉爾·馬文翻覆的救生艇，最後一群海王龍逼近節目主持人團隊所乘坐的遠洋船，團隊最後生死不明。該節目將海王龍稱為滄龍。
- 海王龍還出現在國家地理雜誌的電視節目《海洋之獸：史前探險》（Sea Monsters: A Prehistoric Adventure），同樣也被介紹為白堊紀的頂級掠食動物。
- 海王龍也出現在探索頻道的電視節目《恐龍王朝》（Dinosaur Revolution）中，一隻懷孕的雌性海王龍在海中產下後代，但引來鯊魚群的攻擊，最後該海王龍殺光吞噬自己後代的鯊魚群，並成功救下倖存的後代。節目也將其稱為滄龍。
- 探索頻道的電視節目《遠古巨獸大復活》（Monsters Resurrected）中出現的滄龍，其實是海王龍。節目中的海王龍同樣被描述為白堊紀的頂級掠食動物，以白堊尖吻鯊和蛇頸龍目為食。
- 海王龍也出現在韓國3D電影《特暴龍》（Tarbosaurus 3D），兩隻海王龍一起將落下海的紅暴龍ONE-EYE咬死並吞噬。

## 外部連結
- Oceans of Kansas; includes much additional information and many illustrations and photographs of tylosaurines, including restorations and skeletons. （页面存档备份，存于）
- E.D. Cope's original description of Macrosaurus proriger from western Kansas, with the published figure (1870) and recent photographs. （页面存档备份，存于）